# Dunbeath Castle

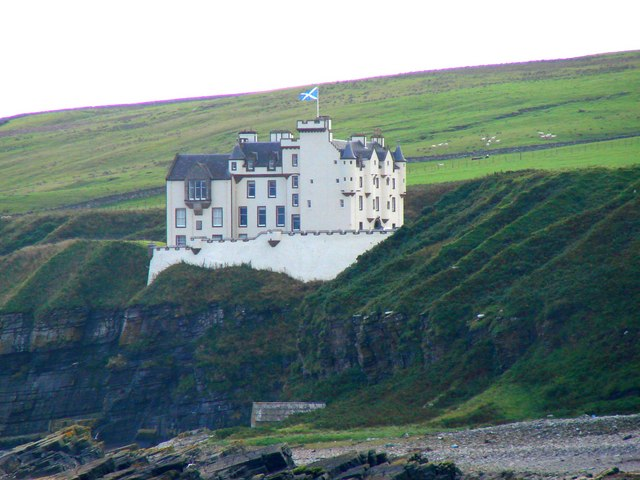
Dunbeath Castle

Dunbeath Castle ist ein Schloss an der Ostküste der schottischen Grafschaft Caithness (heute Teil der Council Area Highland), etwa 2 km südlich des Dorfes Dunbeath. Eine Burg gab es an dieser Stelle seit dem 15. Jahrhundert, aber das heutige Schloss stammt hauptsächlich aus dem 17. Jahrhundert mit Ergänzungen aus dem 19. Jahrhundert.

## Geschichte
Eine Burg ist erstmals 1428 auf der felsigen Halbinsel von Dunbeath urkundlich erwähnt, als diese Ländereien den Earls of Caithness gehörten. Der erste verzeichnete Laird war Alexander Sutherland. Später wurde das Gelände zum Eigentum des Clan Sinclair durch die Heirat der Tochter von Alexander Sutherland mit William Sinclair (1410–1484), dem ersten Earl of Caithness aus der Familie Sinclair. Die Sinclairs ließen 1620 eine frühere Burg durch einen vierstöckigen Wohnturm ersetzen.
Im März 1650 wurde Dunbeath Castle während des Bürgerkrieges von royalistischen Streitkräften unter James Graham, 1. Marquess of Montrose, angegriffen. Sir John Sinclair ritt nach Edinburgh, um vor der Ankunft des Marquess of Montrose zu warnen, und überließ es seiner Gattin, Dunbeath Castle gegen Sir John Hurry zu verteidigen. Sie musste sich bald ergeben und die Burg wurde mit einer royalistischen Garnison belegt. Der Marquess of Montrose wurde im April in der Schlacht von Carbisdale besiegt und die oppositionellen Kräfte unter David Leslie nahmen Dunbeath Castle wieder ein.
Im 17. Jahrhundert ließ Sir William Sinclair die Burg zum Schloss umbauen. Weitere Umbauten erfolgten 1853 und 1881 unter der Leitung des Architekten David Bryce. Von 1894 bis 1945 gehörte das Schloss Vizeadmiral Sir Edwyn Alexander-Sinclair. 1945 wurde das Anwesen, das 325 Jahre lang in den Händen der Familie Sinclair war, an Bertram Currie verkauft. 1967 wurde es erneut verkauft, und zwar an Harry Blythe und Helen (Sinclair) Blythe. Bis 1976 blieb das Schloss in ihrem Besitz und wurde dann an Richard Stanton Avery verkauft. 1997 verkaufte dieser es weiter an Stuart Wyndham Murray-Threipland. Nachdem  Mr. Threipland 2023 starb, wurde das Schloss für 25.000.000 £ zum Kauf angeboten. Es ging daraufhin in unbekannte Hände. Das Schloss ist nach wie vor in privater Hand und nicht öffentlich zugänglich.
2003 wurden die Außenanlagen in das Inventory of Gardens and Designed Landscapes in Scotland aufgenommen.

## Architektur
Der älteste Teil des Schlosses liegt an der Südwestecke und stammt größtenteils aus dem 17. Jahrhundert. Modernere Anbauten erfolgten im Norden und Osten im Scottish Baronial Style, sodass es zu den früheren Gebäuden passte. Das Innere des Schlosses wurde stark verändert. Der Charakter eines Verteidigungsbauwerks wurde dadurch erhöht, dass ein trockener Graben an der Landseite hinzugefügt wurde, der die schmale Landspitze, auf der das Schloss steht, vom Festland abteilt.
Historic Scotland hat Dunbeath Castle als historisches Bauwerk der Kategorie A gelistet.